# Grabowski Gallery
Grabowski Gallery (Galeria Grabowskiego) – galeria awangardowa w Londyńskiej dzielnicy Chelsea, założona przez polskiego aptekarza Mateusza Grabowskiego, działająca w latach 1959–1975. Galeria cieszyła się renomą nie tylko wśród emigracji polskiej po II wojnie światowej, ale i w nowym świecie Pop i Op-artu oraz artystów z Commonwealthu, stąd nazywano ją wystawą „artystów diaspory”.
Początki wystawowe galerii były wykorzystane dla zasobnej grupy polskich malarzy i rzeźbiarzy przebywających w Londynie. Do nich zaliczyli się:
- Janina Baranowska
- Tadeusz Beutlich
- Józef Czapski
- Kazimierz Dźwig
- Wojciech Fangor
- Stanisław Frenkiel
- Marian Kościałkowski
- Stefan Starzyński
- Marian Szyszko-Bohusz
- Franciszka Themerson
- Kazimierz Zielenkiewicz

Ponieważ był to okres rozkwitu sztuki Op-art i Pop-art, Grabowski zaczął promować młodych artystów absolwentów wielu londyńskich szkół plastycznych, m.in. pobliskiej Royal College of Art, jak również z zagranicy. Inauguracyjny pokaz Op-artu w Londynie miał miejsce właśnie u Grabowskiego. Impreza Grabowskiego nie była komercyjna, w zamian za urządzenie wystawy mecenas oczekiwał tylko jednej pracy artysty, był to wyraz jego pasji. Jego otwarcie na sztukę z całego świata było bardzo znaczące zwłaszcza dla artystów z trzeciego świata. Wśród wczesnej awangardy Grabowskiego byli między innymi:
- William Apap z Malty
- Anthony Benjamin
- Oliver Bevan
- Derek Boshier
- Petar Hadzi Boskov z Macedonii
- Pauline Boty
- Frank Bowling z Gujany
- Pat Douthwaite ze Szkocji

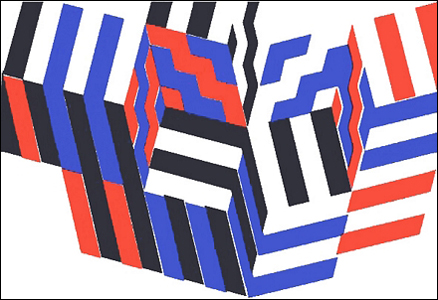
OLIVER BEVAN Both Ways 1965

- Olga Edwardes z Południowej Afryki
- Jules de Goede z Holandii
- David Hockney
- Tess Jaray z Wiednia
- Conroy Maddox
- Robert O'Brian z Hongkongu
- Lucy Raverat
- Bridget Riley
- Neil Stocker z Australii
- Keith Sutton
- William Thomson z Kanady
- Norman Toynton
- Alan Uglow
- Anthony Underhill z Australii
- Marc Vaux
- Aubrey Williams z Gujany

Galeria zorganizowała około dwustu wystaw, nim została zamknięta w 1975 r., rok przed śmiercią założyciela. Zbiory Grabowskiego na jego życzenie zostały podarowane do Muzeum Sztuki w Łodzi oraz do Muzeum Narodowego w Warszawie.
W Londynie w tym okresie istniały cztery inne galerie należące do polskich emigrantów: Feliksa Topolskiego z własnym warsztatem i galerią pod mostem kolejowym w dzielnicy Waterloo, Drian Gallery Halimy Nałęcz, Centaur Gallery Jana Wieliczko i Dinah oraz Heim Gallery Andrzeja Ciechanowieckiego historyka sztuki.